# Régiment de Salis-Samade
Pour les articles homonymes, voir Régiment de Stuppa et Régiment de Salis.
Le régiment de Salis-Samade est un régiment d’infanterie du royaume de France créé en 1672.

## Création et différentes dénominations
- 17 février 1672 : création du régiment de Stuppa
- 28 janvier 1677 : appelé régiment de Stuppa vieux
- 1692 : appelé régiment de Stuppa
- 17 janvier 1701 : renommé régiment de Brendle
- 13 avril 1738 : renommé régiment de Seedorf
- 5 mars 1752 : renommé régiment de Boccard
- 1782 : renommé régiment de Salis-Samade
- 1er janvier 1791 : renommé 64e régiment d'infanterie de ligne
- 20 août 1792 : licencié

## Équipement

### Drapeaux
8 drapeaux dont un blanc colonel, « & croix blanche, & une Vierge au milieu », et 7 d’ordonnance, « à flâmes bleues, rouges & blanches par opposition, & croix blanches, avec bordures blanches & violettes autour des drapeaux ».

Drapeaux colonel et d’ordonnance
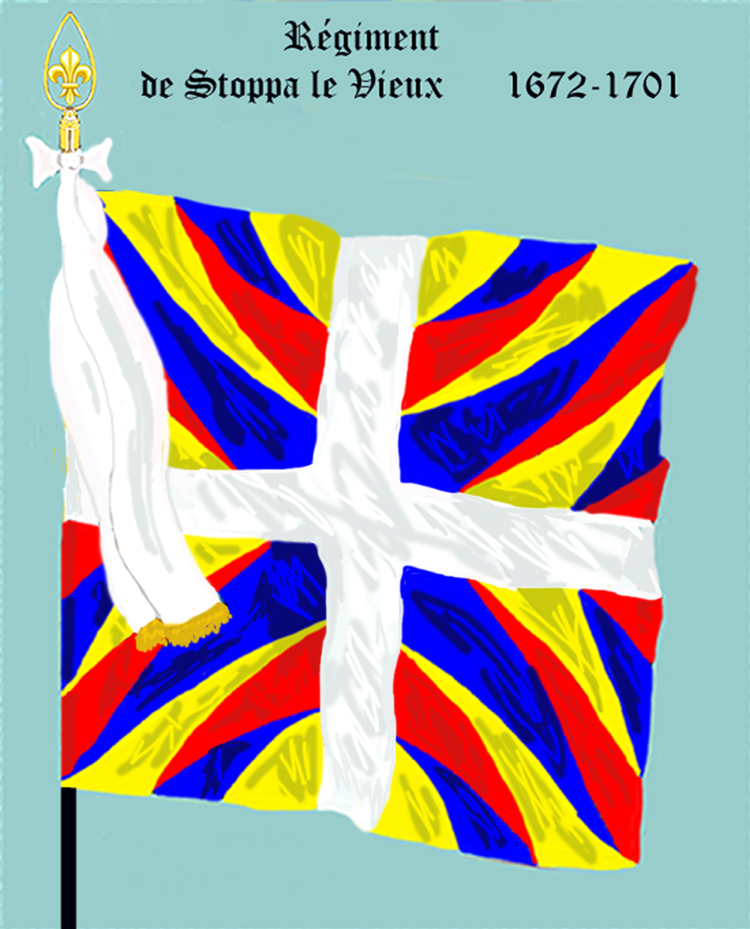
régiment de Stuppa de 1672 à 1701
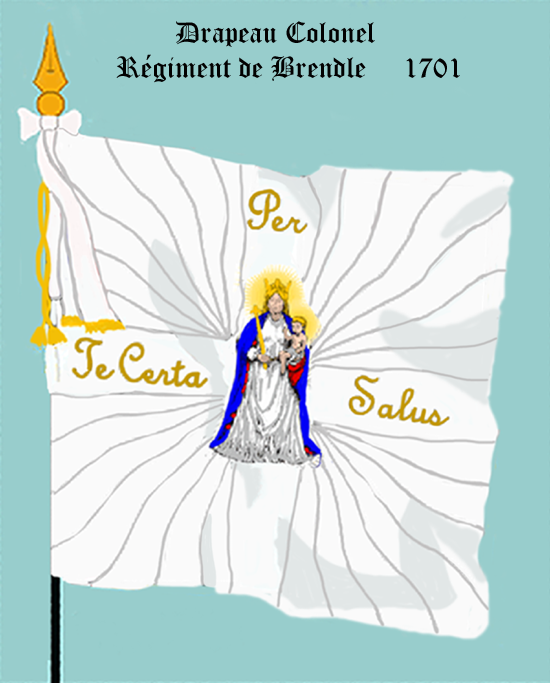
drapeau colonel du régiment de Brendle de 1701 à 1738
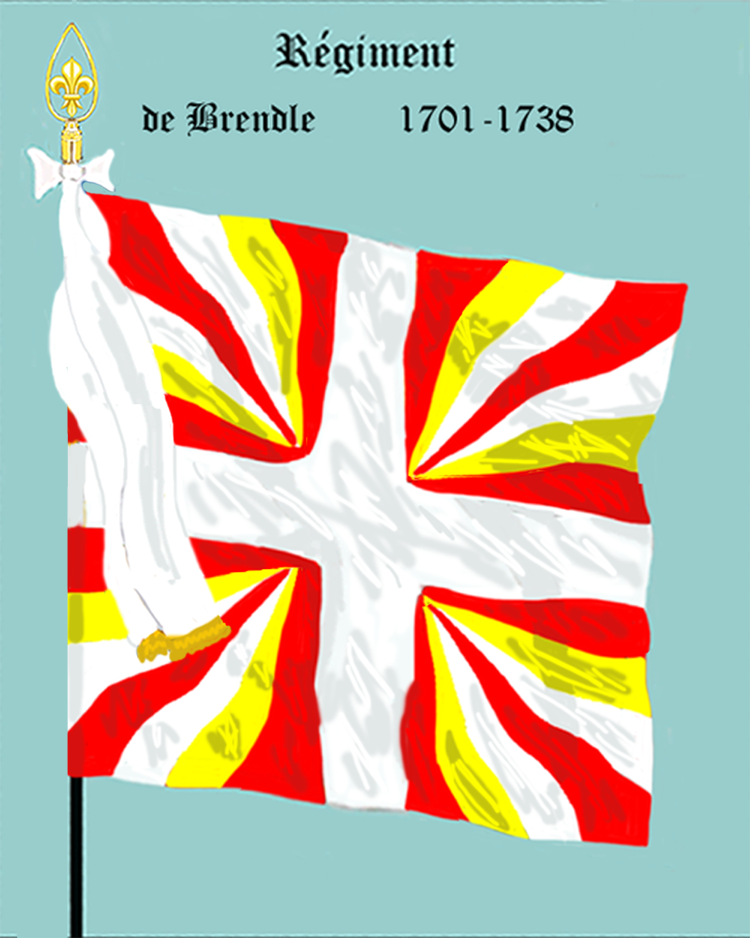
régiment de Brendle de 1701 à 1738
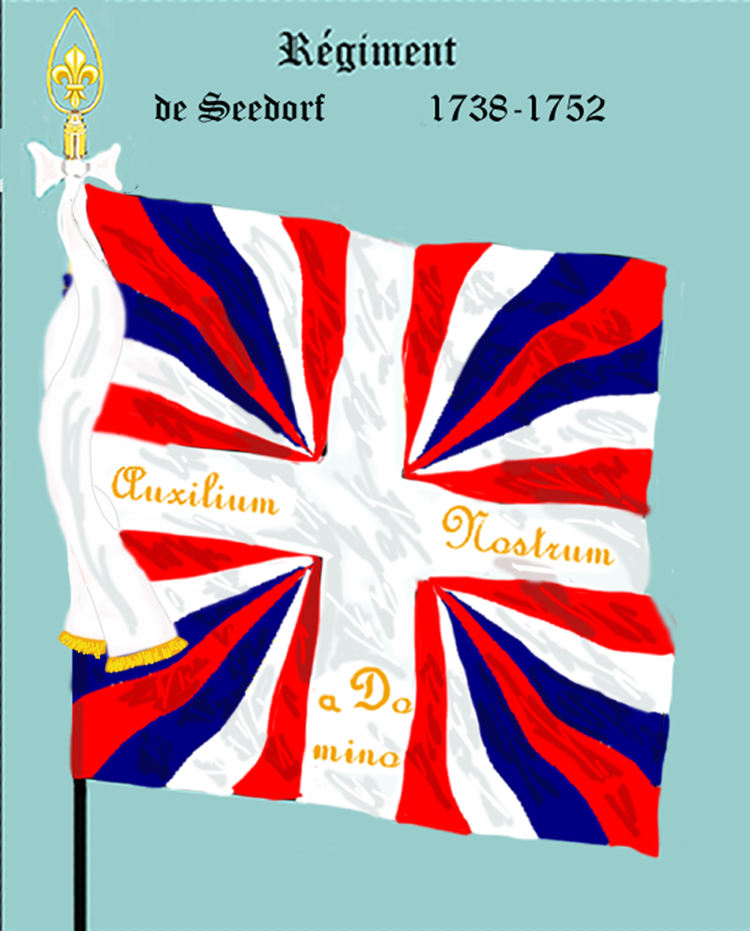
régiment de Seedorf de 1738 à 1752

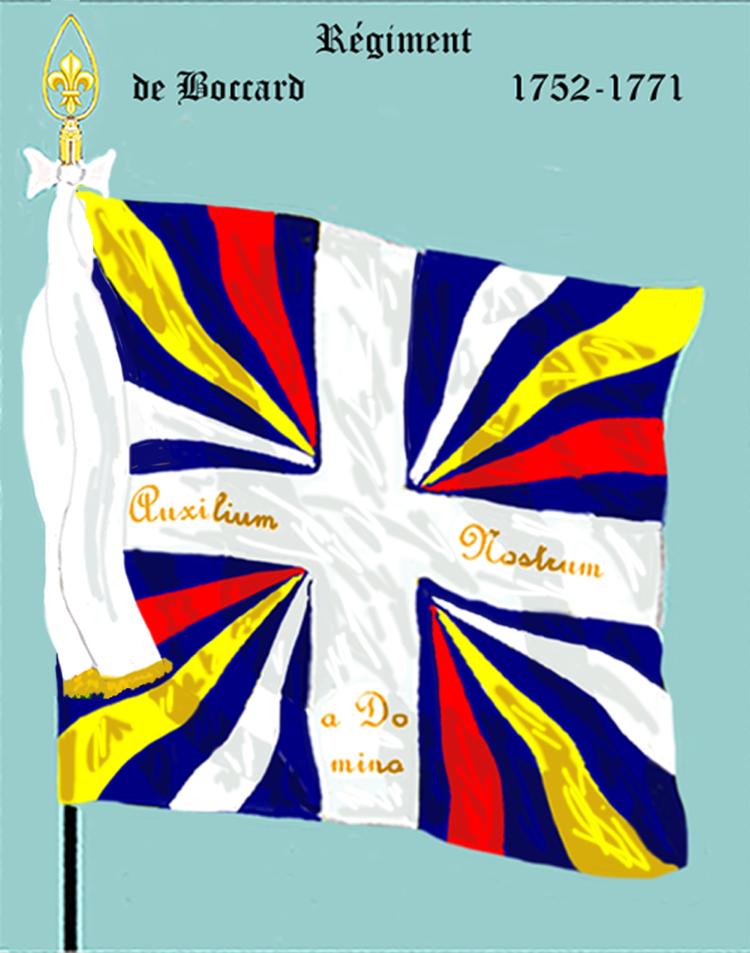
régiment de Boccard de 1752 à 1771
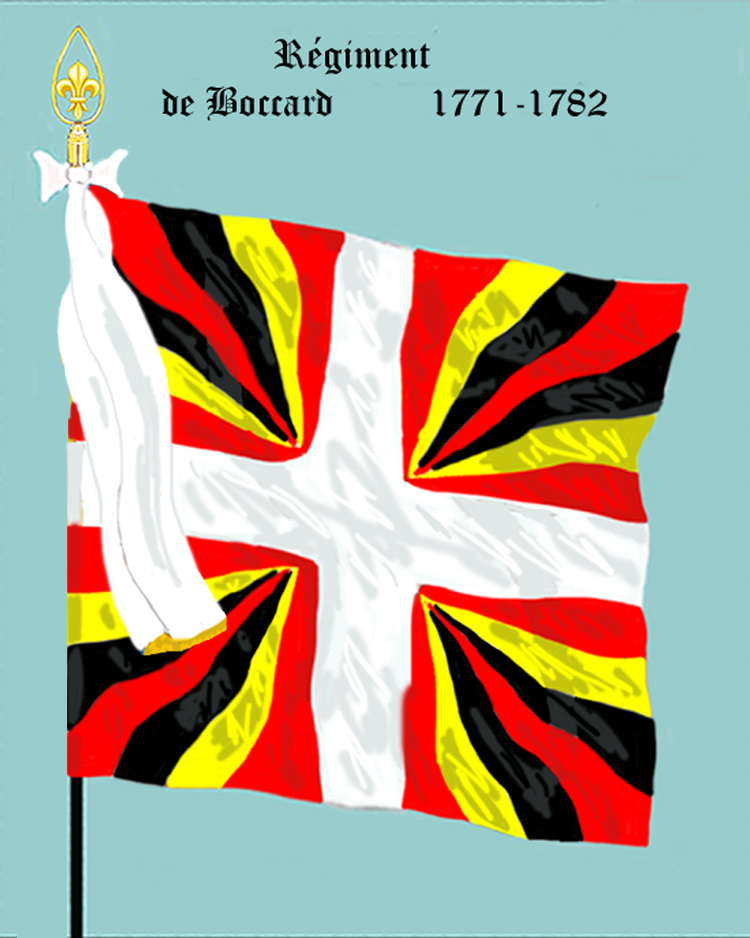
régiment de Boccard de 1771 à 1782
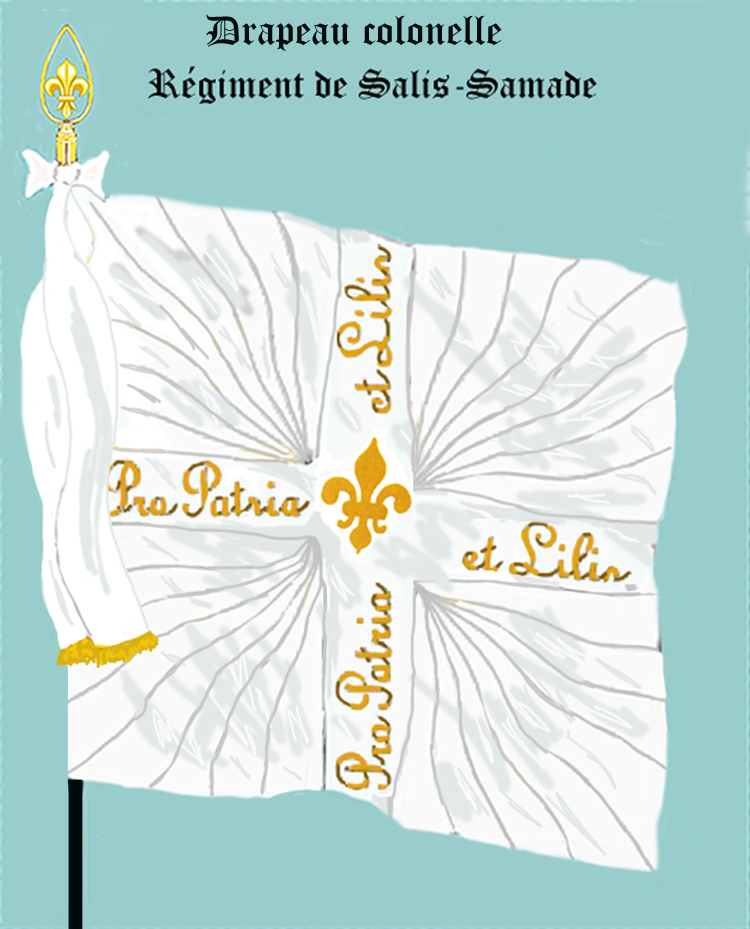
drapeau Colonel du régiment de Salis-Samade de 1782 à 1791
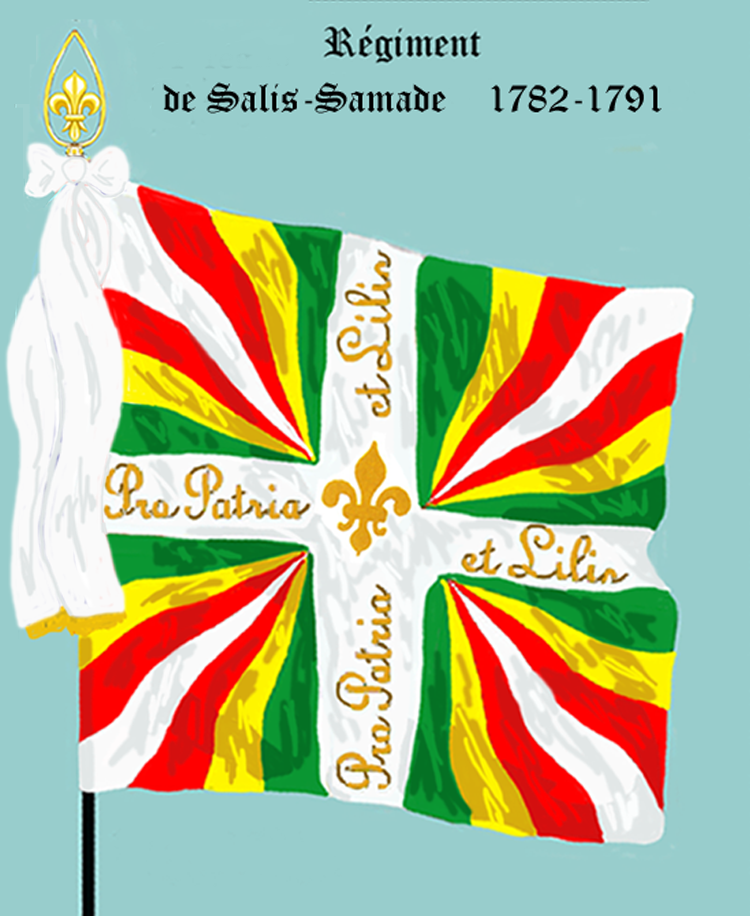
régiment de Salis-Samade de 1782 à 1791

### Habillement

Uniformes
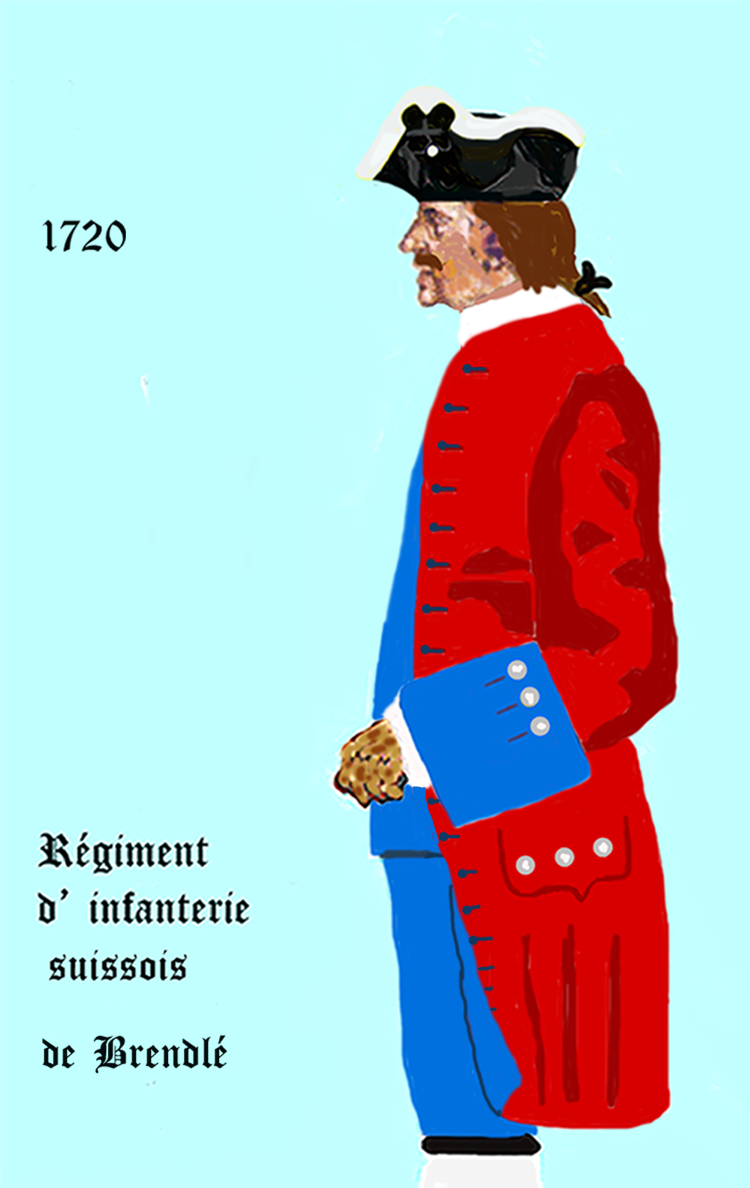
régiment de Brendle de 1720 à 1734
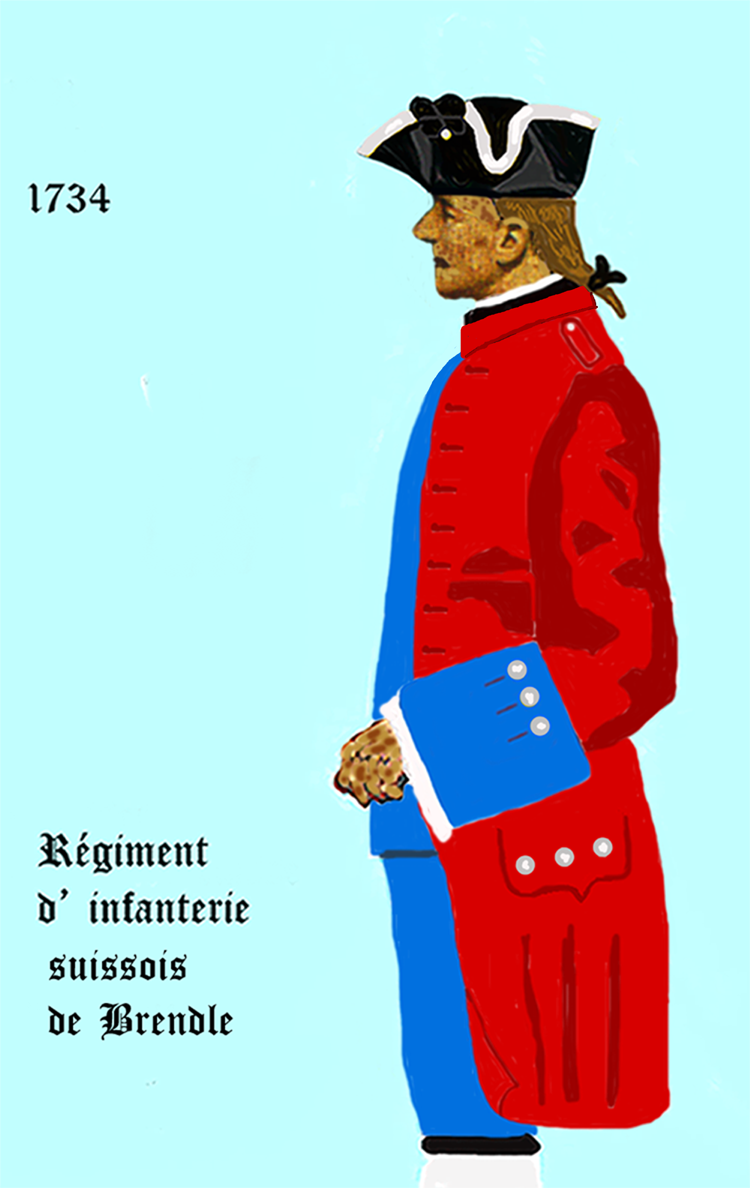
de 1734 à 1749
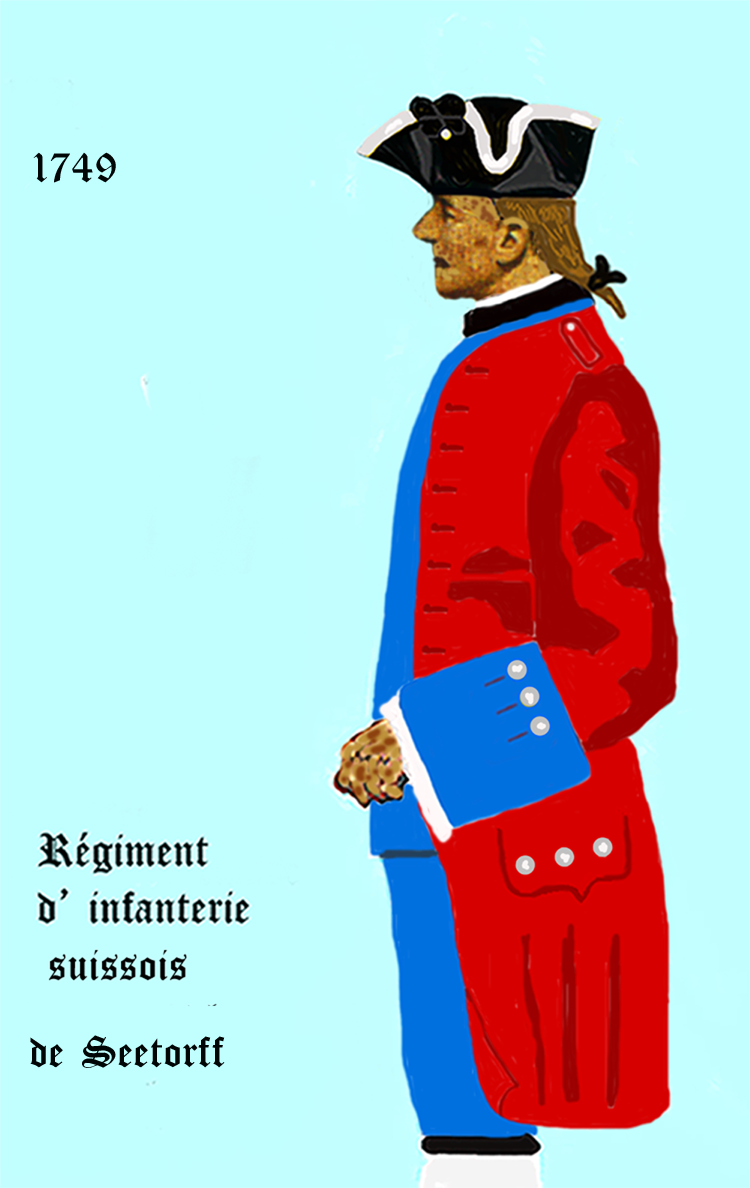
de 1749 à 1762
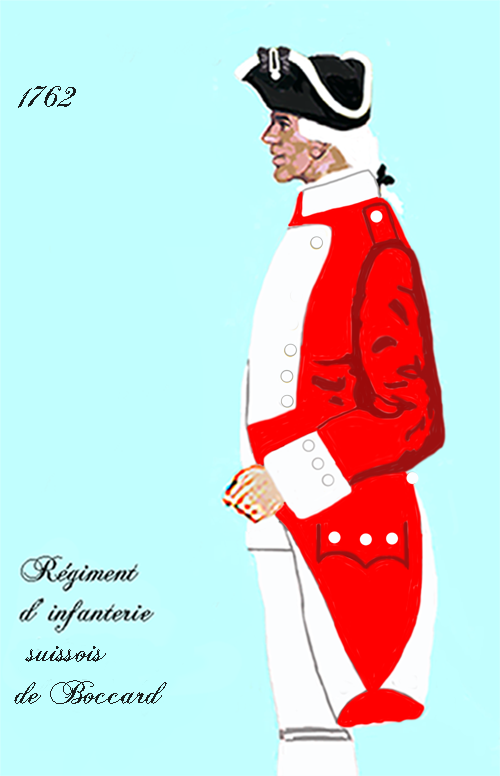
régiment de Boccard de 1762 à 1776

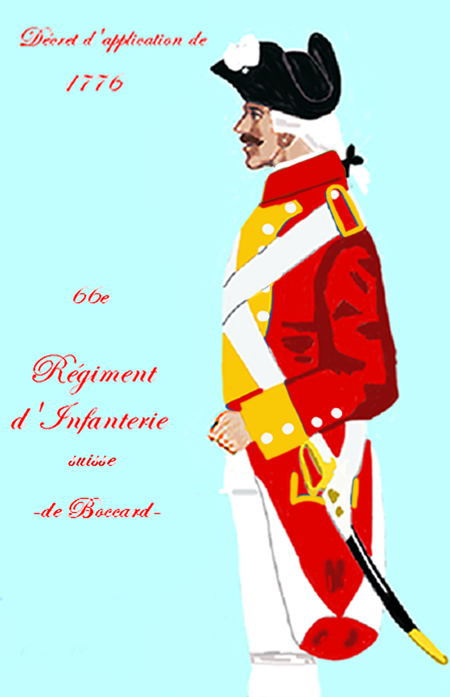
de 1776 à 1791
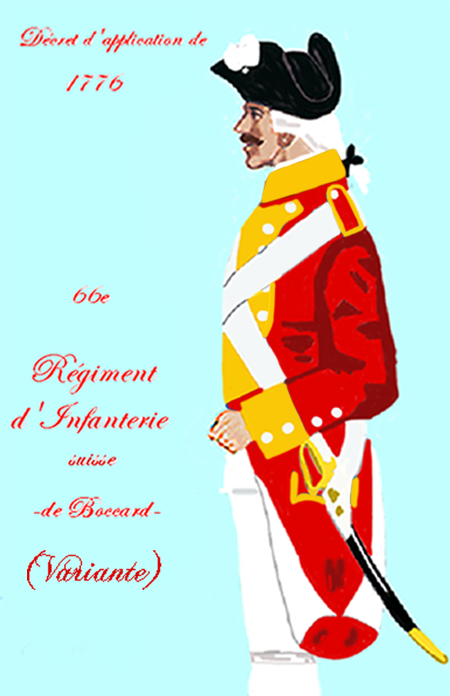
de 1776 à 1791 (variante)
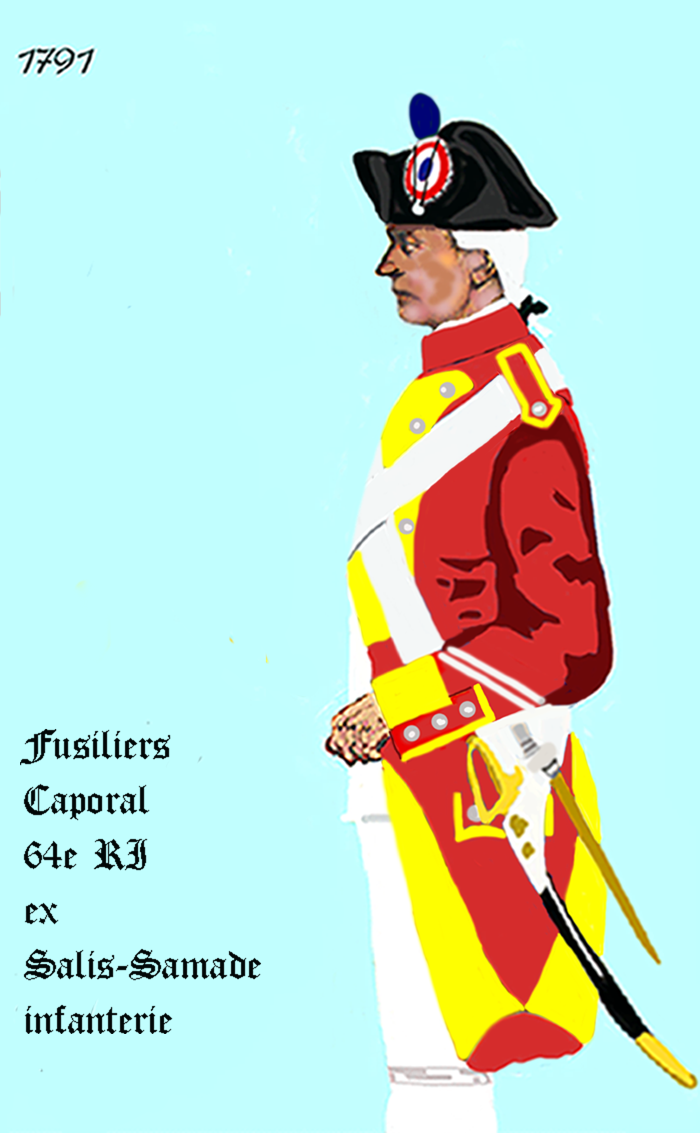
64e régiment d’infanterie de ligne de 1791 à 1792

## Historique

### Colonels et mestres de camp
- 17 février 1672 : Pierre Stuppa, brigadier le 15 avril 1672, maréchal de camp le 25 février 1676, lieutenant général le 28 juin 1678, † 8 janvier 1701
- 17 janvier 1701 : Jost Brendlé, brigadier le 29 janvier 1702, maréchal de camp le 20 mars 1709, lieutenant général le 2 juillet 1710, † 3 avril 1738
- 13 avril 1738 : Jean Balthazar Fégelin de Seedorf, brigadier le 1er janvier 1740, déclaré maréchal de camp le 7 juin 1744 par brevet du 2 mai, lieutenant général le 10 mai 1748, † 25 décembre 1751
- 5 mars 1752 : François Philippe de Boccard, brigadier le 1er juin 1745, maréchal de camp le 10 mai 1748, lieutenant général le 17 décembre 1759
- 7 avril 1782 : Vincent Guy, baron de Salis Samade

### Campagnes et batailles
Le 14 juillet 1789, la garnison de la Bastille se compose de 82 invalides et 32 grenadiers du régiment suisse de Salis-Samade.
Le 64e régiment d’infanterie de ligne a été licencié le 20 août 1792.

### Quartiers
- 1739, 1749-1750, 1757 : Marsal
- Douai[1]